# ويلهلم هيرز
ويلهلم هيرز (بالألمانية: Wilhelm Herz)‏ هو سائق سباق ألماني، ولد في 18 يناير 1912 في Lampertheim ‏ في ألمانيا، وتوفي في 5 يناير 1998.